# Thomas Stimm
Thomas Stimm (* 18. März 1948 in Wien) ist ein österreichischer Maler, Bildhauer, Grafiker, Keramiker, Objekt- und Installationskünstler. Er ist der Sohn von Oswald Stimm.

## Ausbildung und Karriere
Stimm erhielt von 1969 bis 1974 eine Ausbildung an der Akademie der Bildenden Künste Wien bei dem Maler Max Weiler. 1971 wurde er Mitglied der Gruppe GUM (zusammen mit Leo Insam und Julius Mende). 1972 hatte er einen Studienaufenthalt an der Hochschule für bildende Künste Hamburg. Von 1974 bis 1976 war er Assistent von Max Weiler an der AdBK, Wien.
Seine erste Einzelausstellung hatte Stimm 1978 im Theseustempel in Wien. 1995 hatte er eine Gastprofessur an der Kunsthochschule Bremen. Weiters übernahm er Lehraufträge an der Claremont School of Art in Perth (1997) und der Städelschule in Frankfurt am Main (2002). 1995 gründete er mit Uta Weber (* 1966) das Künstlerduo „Soylent Green“.
Er lebt und arbeitet in Wien.

## Werk

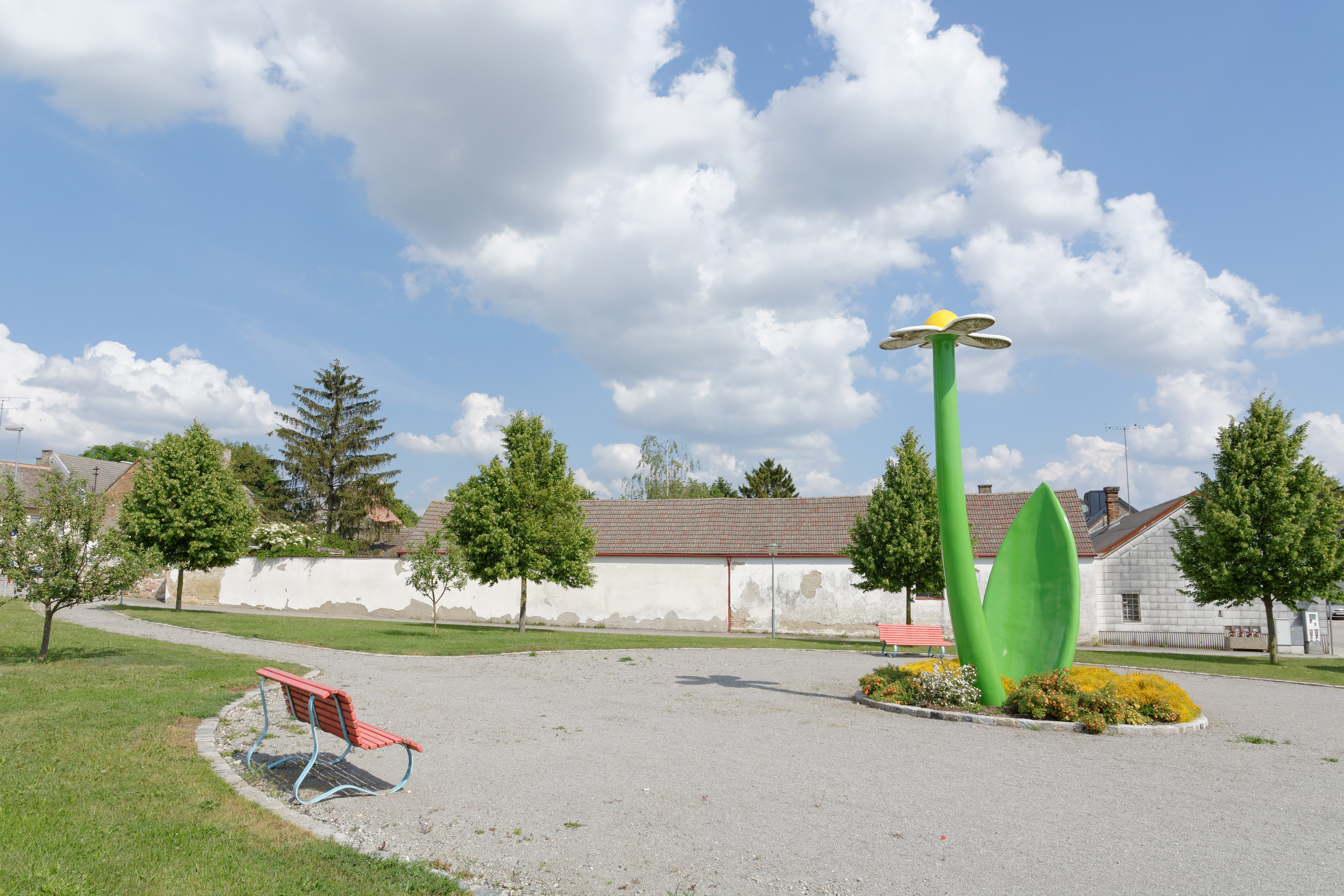
Platzgestaltung in Hüttendorf

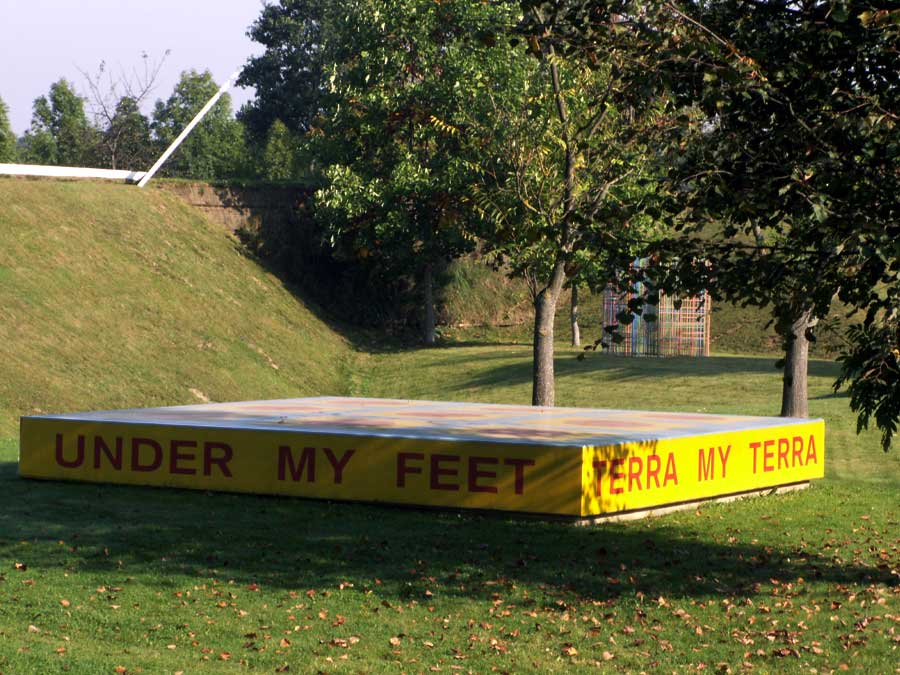
Terrainian Platform, Österreichischer Skulpturenpark

Ende der 1960er wandte sich Stimm trotz abweichendem Studium der Bildhauerei zu und gestaltete große Landschaften aus Pappmaché. 1980 begann er mit ersten keramischen Arbeiten, die er zu kleinformatigen Alltagsszenen formte. 1986 fertigte er die ersten Blumen und anschließend Naturstücke, die monumentale Dimensionen annahmen. Dabei arbeitete er zunächst in Ton und Bronzeguss, seit den 2000er Jahren dann zunehmend in Aluminium- und Polyurethanguss, wodurch er Plastiken bis zu drei Meter Höhe erschaffen und diese im öffentlichen Raum ausstellen konnte. Charakteristisch für sein Werk sind eine stark abstrahierende Formensprache und leuchtende, glänzende Farben nahe der Pop Art. Er gehört zu den ersten österreichischen Vertretern der „Neuen Plastik“, die nach dem Zweiten Weltkrieg wieder gegenständlich-figurative Bildwerke erschaffen. Werke von ihm befinden sich unter anderem in den Sammlungen des Museums für Gegenwartskunst im Stift Admont, Museum Ludwig und Galerie für Zeitgenössische Kunst.

## Werke (Auswahl)
- Blumen, bemalte Betonskulpturen, Kirche St. Andrä, Graz, 1999/2000
- Terrainian Platform, Beton und Epoxyharz, Österreichischer Skulpturenpark, 2003
- Platzgestaltung mit fünf Meter hoher Plastik in Hüttendorf, ab 2009

## Ausstellungen (Auswahl)
- 1978: Theseustempel, Wien
- 1987: Thomas Stimm: Tonplastiken, Neue Galerie Graz
- 1996: Man läuft so schnell am Paradies vorbei, Kunsthalle Krems
- 2002: Zehn Bäume, sieben Löwenzähne und ein Buch, Museum Ludwig
- 2008: Out Site 01, MUMOK – Museum Moderner Kunst, Wien
- 2009: Löwenzahn, Skulpturenpark Köln
- 2010: Terra, Kunstpalais Erlangen

## Preise und Stipendien
- 1970: Paul-Troger-Preis für Malerei, Wien
- 1971: Marius-Retty-Preis, Wien
- 1974: Meisterschulpreis der Akademie der Bildenden Künste, Wien
- 2004: Staatspreis der Republik Österreich beim Salzburger Keramikpreis